# Last Horizon (Brian-May-Lied)
Last Horizon ist ein Gitarrensolo, das der Queen-Gitarrist Brian May geschrieben hat und welches 1992 auf seinem Soloalbum Back to the Light erstveröffentlicht und 1993 als Single ausgekoppelt wurde. Es ist ein langsames Instrumentalstück mit einem melancholischen Grundton.

## Veröffentlichung
Der Song wurde am 6. Dezember 1993 als Single aus dem Vorgängeralbum Back to the Light veröffentlicht und blieb zwei Wochen lang in den britischen Charts, wo er auf Platz 51 landete. Die B-Seiten der Single enthielten Live-Tracks, die später auf dem Album Live at the Brixton Academy veröffentlicht wurden.
May spielt die Komposition seither bei jedem seiner Konzerte (einschließlich der Tourneen Queen + Paul Rodgers und Queen + Adam Lambert). „Last Horizon“ wurde auf den Live-Alben Return of the Champions und Live in Ukraine aufgenommen.

## Besetzung
- Justin Shirley-Smith – Koproduzent, Techniker
- Richard Gray – Design
- Brian May – Produzent, Cover, Konzept